# Bactrocera hastigerina
Bactrocera hastigerina är en tvåvingeart som först beskrevs av Hardy 1954.  Bactrocera hastigerina ingår i släktet Bactrocera och familjen borrflugor. Inga underarter finns listade.